# Championnat d'Écosse de football 1982-1983
Navigation
Édition précédente Édition suivante
La 86e édition du championnat d'Écosse de football est remportée par le Dundee United Football Club entrainé par Jim McLean. C’est son 1er et unique titre de champion. Dundee l’emporte avec 1 point d’avance sur Celtic FC. Aberdeen FC complète le podium.
Le système de promotion/relégation reste en place: descente et montée automatique, sans matchs de barrage pour les deux derniers de première division et les deux premiers de deuxième division. Kilmarnock FC et Greenock Morton descendent en deuxième division. Ils sont remplacés pour la saison 1983/84 par Saint Johnstone et Heart of Midlothian.
Avec 29 buts marqués en 36 matchs,  Charlie Nicholas du Celtic Football Club remporte pour la première fois le classement des meilleurs buteurs du championnat.

## Les clubs de l'édition 1982-1983
| \| Aberdeen FC Glasgow · Celtic - Rangers Dundee · Dundee – Dundee United Saint Mirren Greenock Morton Hibernian FC Motherwell FC Kilmarnock FC \| Localisation des clubs engagés dans le championnat. |
| Aberdeen FC Glasgow · Celtic - Rangers Dundee · Dundee – Dundee United Saint Mirren Greenock Morton Hibernian FC Motherwell FC Kilmarnock FC                                                           |

| Club                          | Ville      |
| ----------------------------- | ---------- |
| Aberdeen Football Club        | Aberdeen   |
| Celtic Football Club          | Glasgow    |
| Dundee Football Club          | Dundee     |
| Dundee United Football Club   | Dundee     |
| Greenock Morton Football Club | Greenock   |
| Hibernian Football Club       | Leith      |
| Kilmarnock Football Club      | Kilmarnock |
| Motherwell Football Club      | Motherwell |
| Rangers Football Club         | Glasgow    |
| Saint Mirren Football Club    | Paisley    |

## Compétition

### Les moments forts de la saison
Les trois premiers du championnat se tiennent en 1 point. Ils ont dans le même temps distancés le quatrième avec une avance de 9 points.
La saison de championnat se termine sur un coup de tonnerre européen : Aberdeen Football Club remporte la Coupe d'Europe des vainqueurs de coupe de football 1982-1983 en battant en finale le Real Madrid.

### Classement
Le classement est établi sur le barème de points classique (victoire à 2 points, match nul à 1, défaite à 0).
| Rang | Équipe          | Pts | J  | G  | N  | P  | Bp | Bc | Diff |
| ---- | --------------- | --- | -- | -- | -- | -- | -- | -- | ---- |
| 1    | Dundee United   | 56  | 36 | 24 | 8  | 4  | 90 | 35 | +55  |
| 2    | Celtic FC T     | 55  | 36 | 25 | 5  | 6  | 90 | 36 | +54  |
| 3    | Aberdeen FC C   | 55  | 36 | 25 | 5  | 6  | 76 | 24 | +52  |
| 4    | Rangers FC      | 38  | 36 | 13 | 12 | 11 | 52 | 41 | +11  |
| 5    | Saint Mirren    | 34  | 36 | 11 | 12 | 13 | 47 | 51 | -4   |
| 6    | Dundee FC       | 29  | 36 | 9  | 11 | 16 | 42 | 53 | -11  |
| 7    | Hibernian FC    | 29  | 36 | 7  | 15 | 14 | 35 | 51 | -16  |
| 8    | Motherwell FC P | 27  | 36 | 11 | 5  | 20 | 39 | 73 | -34  |
| 9    | Greenock Morton | 20  | 36 | 6  | 8  | 22 | 30 | 74 | -44  |
| 10   | Kilmarnock FC P | 17  | 36 | 3  | 11 | 12 | 28 | 91 | -63  |

| Légende : Qualifications et relégations | Légende : Qualifications et relégations                                        |
| --------------------------------------- | ------------------------------------------------------------------------------ |
|                                         | Coupe d'Europe des Clubs champions 1983-1984                                   |
|                                         | Coupe d'Europe des vainqueurs de coupe 1983-1984                               |
|                                         | Coupe UEFA 1983-1984                                                           |
|                                         | Relégation en deuxième division                                                |
|                                         | T : Tenant du titre C : Vainqueurs de la Coupe d'Écosse de football P : Promus |

## Bilan de la saison
| Tableau d'Honneur                |               |
| Compétition                      | Vainqueur     |
| Championnat d'Écosse de football | Dundee United |
| Coupe d'Écosse de football       | Aberdeen FC   |

| Promotions et relégations |                                     |
| Promus                    | Saint Johnstone Heart of Midlothian |
| Relégués                  | Greenock Morton Kilmarnock FC       |

## Statistiques

### Meilleur buteur
- Charlie Nicholas, Celtic Football Club 29 buts